# 車道偏離警示
車道偏離警示系統（ 英文：Lane Departure Warning System，LDWS），是一項汽車駕駛安全輔助系統。當感測元件偵測到車輛偏離車道時，若駕駛者因精神不濟或疏忽而未打下轉換車道的方向燈訊號，系統會發出警示訊號、振動方向盤，甚至是主動施力拉回方向盤以提醒駕駛者返回車道。

## 歷史
首次裝設車道偏離警示系統是在日產汽車的Infiniti FX系列 和 Infiniti M系列，該系列的系統是由Valeo 和 Iteris 兩車商聯合開發，系統的影像感測器是裝置在車內照後鏡的位置。
2000年，在歐洲是由 Iteris 車商為 Mercedes Actros 商務車開發使用車道偏離警示系統，現今在全歐洲多數的大型商用車都裝有此系統。後來在2002年，北美的Freightliner卡車才擁有此系統裝設。2007年，日本三菱扶桑卡客車 （Mitsubishi Fuso）也隨之跟進運用這項系統。

## 各車商系統發展

### 雪鐵龍
2005年，雪鐵龍 C4 和 C5 都裝設車道偏離警示系統，現今 C6 也已加裝這項系統，雪鐵龍的系統是運用裝設在前方保險桿上紅外線感測器監測路面上車道標誌，發生車輛偏離車道時，以振動座椅的方式提醒駕駛返回車道。

### Infiniti
2008年，Infiniti車系將裝設預防車道偏離系統（Lane Departure Prevention，LDP），這系統是運用車身穩定控制系統（ESP）的煞車力控制，協助駕駛將車輛維持在車道內，車道偏離警示系統協同車身穩定控制系統作動時，是以輕柔的煞車力控制，不讓駕駛與乘客在乘車感到不適為原則。

### Lexus
Lexus 車商使用多重感測車道保持輔助系統（Multimode Lane Keeping Assist），這系統特點在於使用複數的3D影像感測器，並配合紅外線感測器，在物體和影像的多重感測及 MCU 運算下，監控車輛保持在車道內。Lexus LS更提供了視覺警示和控制轉向系統使車輛回到車道內。

### 通用汽車
GM車商在2007年發表在2008年的 Cadillac STS, DTS 和 Buick Lucerne上裝備車道偏離警示系統，這系統與Infiniti的系統有相同之處在於用視覺和聽覺的警示。

### BMW
BMW車商在2007在5系列和6系列是使用振動方向盤方式，警示駕駛的車輛偏離車道。

### Volvo
Volvo車商在2008年的S80和New V70和XC70系列，則是配以影像感測器來感測車道標誌的車道偏離警示系統。

## 內部連結
- 汽車防撞系統
- 盲點偵測系統